# Вонсош (гміна Конецполь)
Вонсош (пол. Wąsosz) — село в Польщі, у гміні Конецполь Ченстоховського повіту Сілезького воєводства. Населення — 76 осіб (2011).
У 1975-1998 роках село належало до Ченстоховського воєводства.

## Демографія
Демографічна структура станом на 31 березня 2011 року:
|          | Загалом | Допрацездатний вік | Працездатний вік | Постпрацездатний вік |
| -------- | ------- | ------------------ | ---------------- | -------------------- |
| Чоловіки | 39      | 7                  | 20               | 12                   |
| Жінки    | 37      | 4                  | 14               | 19                   |
| Разом    | 76      | 11                 | 34               | 31                   |